# Тимковские
Тимковские (пол. Tymkovski) — малороссийский дворянский род польского происхождения.
Потомство казака бубновской сотни Переяславского полка Тимка (Тимофея) Антоновича, вышедшего из Заднепровской Украины после прутского мира. Сын его Василий, прозванный по имени отца Тимченком, участвовал в турецкой войне при Анне Иоанновне, затем постригся в Киево-Печерской лавре в монахи под именем Виталия или Вассиана.
Его сын — Назар Тимковский, сын которого Фёдор Назарович (1739—1790) — полковой есаул, Переяславский почтмейстер. Его сыновья: Василий, Егор, Иван, Илья и Роман Федоровичи. В 1877 г. род Тимковских прекратился.

## Описание герба
В голубом поле вооружённая мечом рука, выходящая из крепости и сопровождаемая сверху шестиконечную звездой.
На щите дворянский коронованный шлем. Нашлемник: три страусовых пера.
Также существует род Тимковских, герб которых внесён в Часть 17 Общего гербовника дворянских родов Всероссийской империи, стр. 92.